# Stephan Alex Jensen
Stephan Alex Jensen (født 22. december 1983) er en dansk atlet medlem i Hvidovre AM og tidligere bordtennisspiller i Grindsted BTK, Esbjerg BTK og Køge Bugt BTK.
Stephan Alex Jensen blev som 16-årig dansk juniormester for hold i bordtennis 1999, to gange deltog han i ungdoms-EM i bordtennis og sillede fire landskampe, men da han ikke kunde slå igennem som seniorspiller tog han konsekvensen. Han droppede bordtennis og valgte atletikken, hvor han som medlem af Hvidovre AM, har vundet DM-titlen på 3000 meter forhindring fire gange 2007-2010.
I 2009 og 2010 vandt han Søndersøløbet i Viborg.